# St.-Laurentius-Kirche (Groß Kiesow)

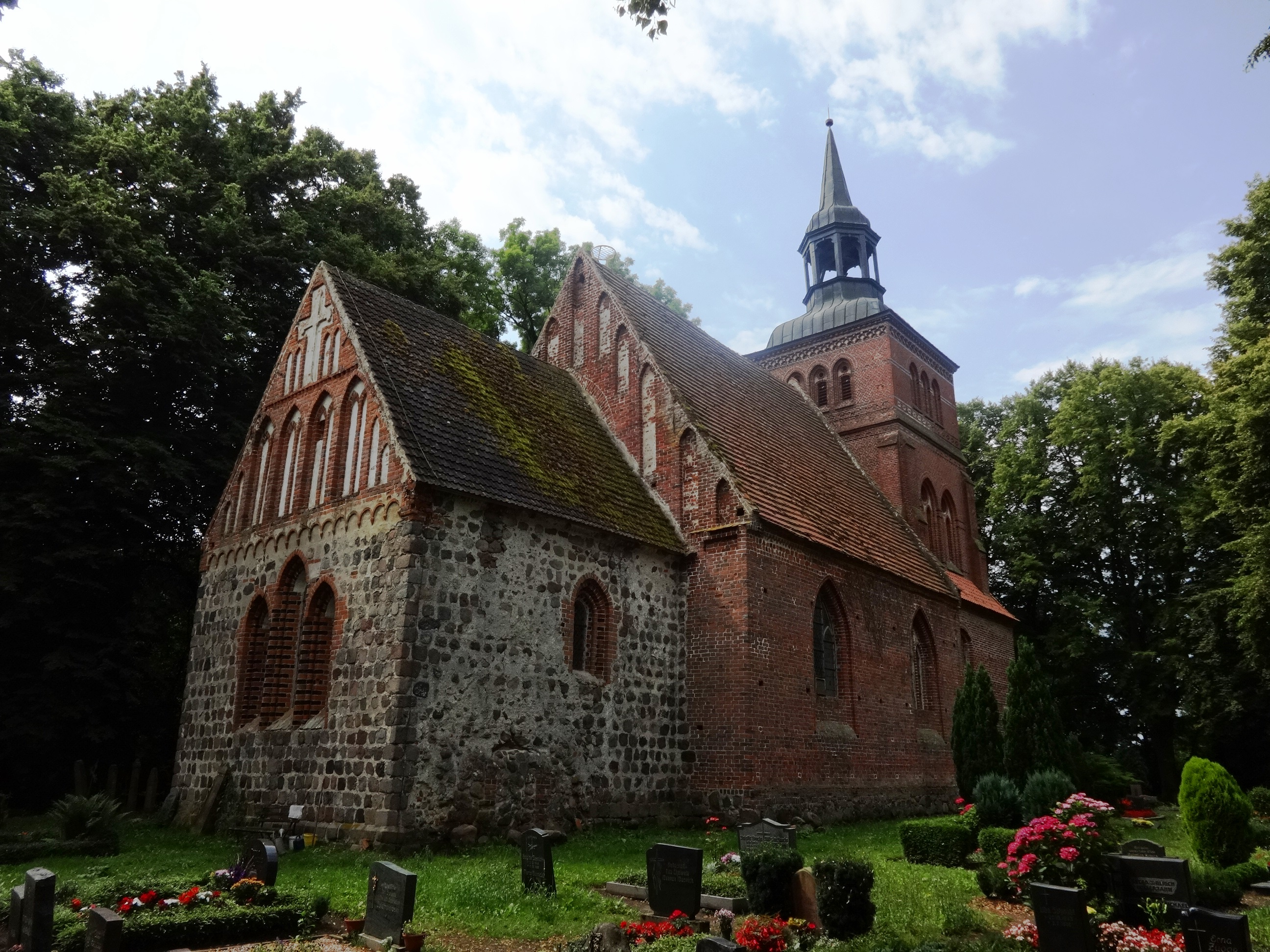
Kirche in Groß Kiesow, 2015

Die evangelische St.-Laurentius-Kirche ist ein aus dem 13. Jahrhundert stammendes Kirchengebäude in der Gemeinde Groß Kiesow im Landkreis Vorpommern-Greifswald in Mecklenburg-Vorpommern. Die Kirchgemeinde gehört seit 2012 zur Propstei Demmin im Pommerschen Evangelischen Kirchenkreis der Evangelisch-Lutherischen Kirche in Norddeutschland. Vorher gehörte sie zum Kirchenkreis Greifswald der Pommerschen Evangelischen Kirche. Sie ist Laurentius von Rom gewidmet.

## Lage
Von Süden führt die Hauptstraße auf das historische Ortszentrum und verzweigt sich dort in nordöstlicher Richtung in die Bahnhofstraße sowie nach Westen in die Schulstraße. Dort steht das Bauwerk auf einer Anhöhe, die mit einer Mauer aus unbehauenen und nicht lagig geschichteten Feldsteinen eingefriedet ist.

## Geschichte
Der Chor wurde im dritten Viertel des 13. Jahrhunderts aus behauenen und geschichteten Feldsteinen errichtet. Im unteren Drittel sind die Steine sehr sorgfältig geschichtet, darüber verlaufen die Linien. Aus dieser Zeit sind darüber hinaus bereits Maueransätze für den später ausgeführten Bau des Kirchenschiffs erkennbar. Dieses entstand aus Backstein wohl noch gegen Ende des 13. Jahrhunderts in etwa gleichzeitig mit dem Untergeschoss des Kirchturms. Das Obergeschoss des kupfergedeckten Turms, 1653 ursprünglich in Fachwerk ausgeführt, wurde im 19. Jahrhundert mit Backstein in neugotischen Formen ummantelt.
Von den zahlreichen Pastoren der letzten Jahrhunderte ist insbesondere das Schicksal von Joachim Pfannschmidt (1896–1945) überliefert. Er war ab 1930 für die Kirche zuständig. Beim Einmarsch der Roten Armee am 1. Mai 1945 wurde er in der Nacht erschossen, als er sich weigerte, das Versteck seiner Töchter zu verraten.

## Architektur
Der rechteckige, ziegelgedeckte frühgotische Chor ist ein Joch lang und einzogen. An der Ostseite sind drei spitzbogenförmige Lanzettfenster, von denen das mittlere überhöht ist. Die dreifach gestuften Gewände wurden mit wechselnd rötlich-schwarz glasierten Backsteinen in Halb- und Dreiviertelstäben ausgeführt. Diese Formensprache findet sich ebenfalls an je zwei spitzbogenförmigen, gekuppelten Fenstern an der Nord- und Südseite des Chors sowie an einer westlich davon gelegenen Pforte an der Chorsüdseite. Der mit einem nach unten geöffneten, halbkreisförmigen Fries abgetrennte Giebel des Chors ist mit vier zweifach gekuppelten Blenden versehen, die von je zweiteiligen Blenden pro Seite begleitet werden. Oberhalb der Blendenreihe schließt ein Blendenkreuz den Giebel ab, der von dem Baumeister der Kirche ebenfalls mit je zweiteiligen Blenden pro Seite gestaltet wurde.
Das zwei Joch lange Kirchenschiff wurde aus Backsteinen über einem Granitquadersockel errichtet. Auf der Nord- und Südseite befinden sich je zwei spitzbogenförmige Fenster mit zweifach gestuftem Gewände, die ebenfalls die Form der Dreifenstergruppe aufnehmen. An der Südseite des Kirchenschiffs befindet sich weiterhin ein massives, ebenfalls spitzbogenförmiges Portal, das vierfach gestuft ist und ebenfalls mit wechselnd glasierten Mauersteinen eingefasst wurde. Der sichtbare Teil des Giebels am Kirchenschiff ist mit insgesamt elf Blenden unterschiedlicher Höhe verziert, die aus Backstein hergestellt wurden. Am Übergang zum Chor sind Teile der Wölbung erkennbar. Zwischen Schiff und Satteldach brachten Handwerker an der Südseite einen vergleichsweise seltenen Fries aus hochgestellten Läufern an.

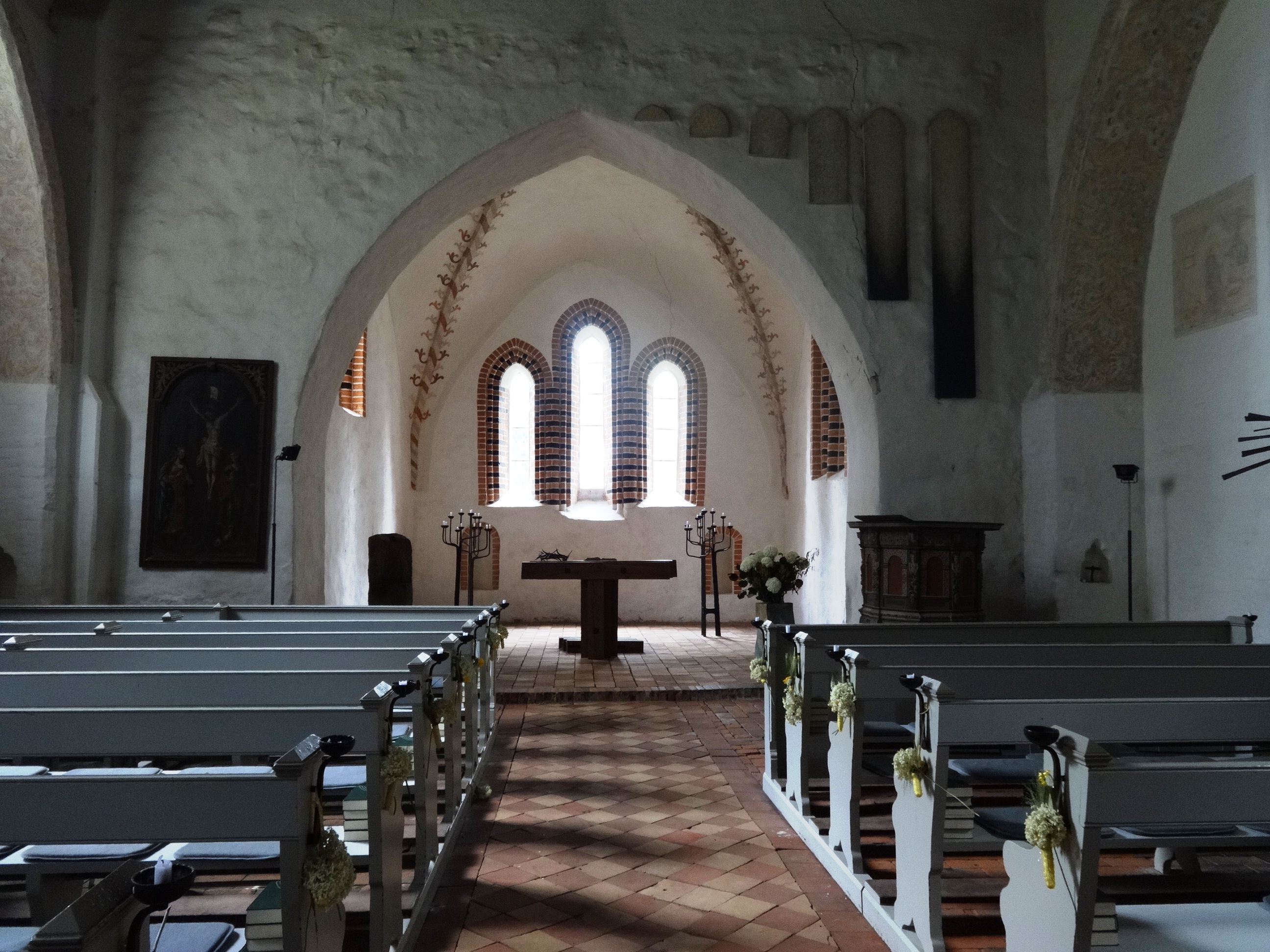
Blick in das Kirchenschiff Richtung Chor

An das Schiff schließt sich der massive Westturm mit einem hohen Sockel aus Granitquadern an. Er ist gegenüber dem Kirchenschiff nur leicht eingezogen und querrechteckig. Auf der Nordseite des Turms wurde ein ursprünglich rundbogenförmiges, längliches Fenster zu zwei Dritteln mit Mauersteinen zugesetzt. Das ursprünglich 1653 in Fachwerk ausgeführte Obergeschoss wurde nach einem Blitzeinschlag im 19. Jahrhundert neugotisch verkleidet. An der Nord- und Südseite tragen zwei gestufte Strebepfeiler zur Stabilität bei. Dazwischen befinden sich an den drei zugänglichen Seiten je zwei gekuppelte, spitzbogenförmige Öffnungen, die je zwei ebenfalls spitzbogenförmige Klangarkaden mit einem darüber liegenden, kreisförmigen Fenster beinhalten. Darüber befindet sich ein weiteres Geschoss mit drei deutlich kleineren, spitzbogenförmigen Klangarkaden an allen vier Turmseiten, das wiederum von einem Kreuzfries abgeschlossen wird. Der Turm schließt mit einer Welschen Haube mit einer offenen Laterne ab auf der eine Turmkugel und ein Wetterhahn sitzen.
Haselberg gibt als Gesamtlänge der Kirche ein Maß von 33,56 Metern und als Breite 12,85 Meter an.

## Ausstattung

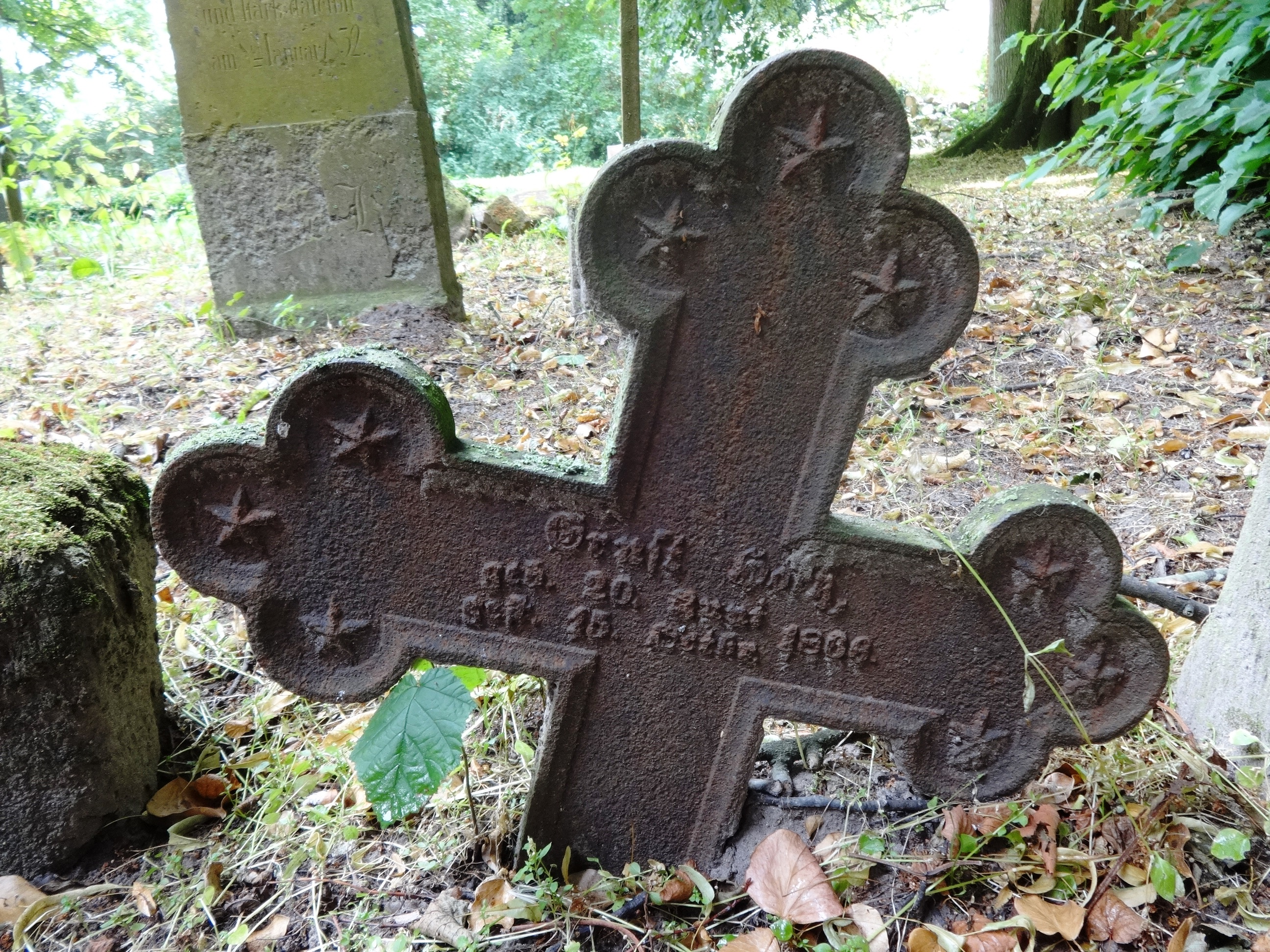
Grabwange auf dem Friedhof

Der Chor weist ein kuppelförmiges Kreuzgewölbe mit bemalten Bandrippen und rippenbegleitenden Krabben aus der Bauzeit auf. Es wurde vermutlich auch um 1300 erbaut. Das Kirchenschiff ist flachgedeckt; vorhandene Schildbögen lassen auf eine Vorbereitung auf eine Wölbung schließen. Die Bögen wurde vermutlich in der ersten Hälfte des 17. Jahrhunderts mit floralen Elementen bemalt.
Zur Ausstattung gehört ein ehemaliges Altargemälde, eine Kopie der Kreuzigung nach Anton van Dyck, aus der Zeit um 1700. Im Kirchenboden sind Reste eines barocken Altars zu erkennen. Vier Wappenscheiben, darunter für Maria Katarina Horn und den Pastor Zacharias Ahrens, aus dem 17. Jahrhundert im nordöstlichen Fenster und Glasfenster mit Kruzifix als Gefallenenehrung von 1920 gehören zur weiteren Ausstattung. Im direkten Kontrast hierzu stehen die neuzeitlichen Werke des Künstlers Hans-Volker Mixsa. Er schuf 1988 aus Holz und Eisen den Altartisch sowie direkt unterhalb des bereits genannten Glasfensters ein Denkmal für die Opfer der Kriege. Die Fünte fertigte Rainer Fest im Jahr 1997; der Taufstein aus poliertem schlesischem Marmor ist aus dem Jahr 1859. Die Kanzel wurde im 17. Jahrhundert aus Holz erbaut; der Korb ist mit Ädikularahmungen und Beschlagwerk verziert. Zur weiteren Ausstattung gehört ein Kelch aus vergoldetem Silber. Er ist 19 cm hoch und hat einen Durchmesser von 12,5 cm, ein kegelförmiger Becher mit einem sechsteiligen Knauf mit den Zahlen 16 und 07 sowie der Inschrift „E. Marten Merkan Pastor tho Kisow“. Aus derselben Zeit stammt ein mit 10 cm kleinerer Kelch, der die Inschrift „Er Marten tho Kisow“ trägt.
Die Wandmalereien, in der zweiten Hälfte des 16. Jahrhunderts gefertigt, zeigt Szenen aus dem Leben Jesu. An der Nordseite sind die Verkündigung des Herrn, Geburt und die Anbetung der Könige zu sehen. An der Südseite befindet sich eine Malerei, welche die Opferung Isaaks und die Kreuzigung Christi zeigen. In den Zwickeln der Schildbögen sind zwei weibliche Figuren in zeitgenössischer Tracht zu sehen. An der östlichen Wand des Kirchenschiffs befindet sich unterhalb des nördlichen Triumphbogens eine Kopie eines Gemäldes von Anthonis van Dyck, das die Kreuzigung zeigt. Es wurde um 1700 angefertigt.
Die Orgel, 1862 von Friedrich Mehmel aus Stralsund gefertigt, wurde 1963 klanglich umgestaltet. Sie hat einen neogotischen Prospekt und ist mit Fialen gegliedert. 2024 erfolgte eine Sanierung auf den Urzustand von 1862 durch die Firma Mecklenburger Orgelbau aus Plau am See.
Das Geläut der Kirche besteht aus zwei Glocken, die ältere aus Bronze mit einem Durchmesser von 1,02 Meter wurde 1830 von Simon Zach aus Stralsund gefertigt, die jüngere der beiden aus Stahl stammt aus dem Jahr 1929 und hat einen Durchmesser von 82 cm.
Auf dem Kirchhof stehen mehrere Grabwangen aus dem 18. und 19. Jahrhundert, sowie gusseiserne und schmiedeeiserne Kreuze. Ein Grabstein erinnert an Carl Felix Bernhard von Behr auf Schlagtow und Bestland mit den Worten: „Ach, es entschwindet so schnell des Lebens Freude hiernieden! Doch nur getrost und hoffe! Der Weg, er führet zu Gott“. Ein weiterer Grabstein erinnert an den Sanzer Künstler Horst Leifer (1939–2002) mit einer von ihm selbst geschaffenen Ganzkörperplastik.
Der Kirchhof ist von einer Feldsteintrockenmauer begrenzt. Das spätgotische Kirchhofsportal mit segmentbogiger Durchfahrt und Pforte wurde aus Backstein errichtet. Es ist mit mehreren Putzblenden und einem Zahnschnittfries verziert.

## Pilgerweg
An der Kirche startet ein Pilgerweg, der als Rundweg mit acht Stationen ausgeführt ist. Jede Station ist durch einen Findling markiert, auf dem eine Bitte des Vaterunser eingraviert wurde. Die Steine wurden vom Künstler Rainer Fest gestaltet.